# WrestleMania V
WrestleMania V – piąta edycja gali pay-per-view WrestleManii, która została wyprodukowana przez World Wrestling Federation. Miała miejsce 2 kwietnia 1989 w Historical Atlantic City Convention Hall w Atlantic City w New Jersey. Galę komentowali Gorilla Monsoon oraz Jesse Ventura.
W walce wieczoru otytułowanej „The Mega Powers Explode” zmierzyli się Hulk Hogan i Randy Savage o WWF Championship, gdzie Hogan wygrał po wykonaniu leg dropu. W karcie znalazły się walki takie jak Rick Rude kontra The Ultimate Warrior o WWF Intercontinental Championship, The Hart Foundation (Bret Hart i Jim Neidhart) kontra Greg Valentine i The Honky Tonk Man, a także Demolition (Ax i Smash) kontra Powers of Pain i Mr. Fuji w handicap matchu o WWF Tag Team Championship.

## Przygotowania
Głównym feudem zmierzającym na WrestleManię był pomiędzy Hulkiem Hoganem i Randym Savage’em, gdzie dwójka walczyła o WWF Championship. Hogan i Savage wpierw krzyżowali swe drogi 3 października 1987 na Saturday Night’s Main Event. Savage otrzymał walkę o Intercontinental Championship Honky Tonk Mana, lecz został zaatakowany przez The Hart Foudnation; Hogan przybiegł mu na pomoc, potwierdzając faceturn Savage’a. Na WrestleManii IV, Savage pokonał Teda DiBiasego w finale turnieju o zwakowany WWF Championship z pomocą Hogana, po czym przyszedł mu on pogratulować w ringu. Niedługo potem, duo uformowało tag team znany jako The Mega Powers. Rywalizowali oni z wieloma heelowymi tag teamami przez cały rok, sukcesywnie zdobywając zwycięstwa. Mega Powers dominowało WWF przez wiele miesięcy. Jednakże ich dominacja i tag team zaczęły się rozłamywać na początku 1989, kiedy napięcie pomiędzy nimi zaczęło wzrastać. Zaczęło się to 7 stycznia 1989 na Saturday Night’s Main Event, kiedy Hogan został obity przez The Twin Towers po walce z Akeemem. Savage przyszedł na ratunek, czyszcząc ring za pomocą stalowego krzesła. Elizabeth wzięła Hogana na backstage, co rozwścieczyło Savage’a. Zaczął uważać, że jest piątym kołem u wozu wobec nich, co zaczęło powolny rozpad Mega Powers. Powiedział Elizabeth o tym co czuje, lecz ona zabrała Hogana na backstage. Problemy zaczęły narastać podczas Royal Rumble matchu, gdzie Hogan przypadkowo wyeliminował Savage’a, gdy ten próbował wyrzucić z ringu Bad News Browna. 3 lutego na The Main Event, Hogan i Savage zawalczyli z The Twin Towers (Akeemem i The Big Boss Manem) w tag team matchu, podczas którego doszło do ostatecznego rozłamu tag teamu. Podczas ważnej części walki, Savage został popchnięty wprost na Elizabeth, nokautując ją. Hogan postanowił się nią zająć i zabrał ją na backstage, zostawiając Savage’a samemu w ringu przeciwko dwóm rywalom. Hogan później powrócił, lecz Savage uderzył go w twarz i poszedł ze sobą wraz ze swoim tytułem, przechodząc heelturn. Pomimo tego, Hogan zdołał wygrać walkę. Po walce, Savage zaatakował Hogana na backstage’u areny, potwierdzając swój heelturn. Hogan wyzwał Savage’a do walki o WWF Championship na WrestleManii, co Savage zaakceptował.
W drugiej ważnej rywalizacji zmierzyli się Rick Rude i The Ultimate Warrior o WWF Intercontinental Championship. Rude i Warrior zmierzyli się ze sobą w konkursie pozowania na Royal Rumble w styczniu 1989. Zwycięzca miał być wybrany na podstawie reakcji publiki, gdzie Warrior wygrał wszystkie kategorie. Po konkursie, wściekły Rude zaatakował Warriora. Doprowadziło to do walki owej dwójki o tytuł mistrzowski na WrestleManii.
W innej rywalizacji z karty walk, Demolition (Ax i Smash) feudowali z The Powers of Pain (The Barbarianem i The Warlordem) oraz Mr. Fujim. Demolition było dominującym heelowym tag teamem od czasu debiutu na początku 1987. Pokonali oni Strike Force (Tito Santanę i Ricka Martela) o WWF Tag Team Championship na WrestleManii IV. W tamtym czasie sukcesywnie pokonywali The Hart Foundation podczas wczesnego panowania. Podczas lata 1988, face’owy tag team The Powers of Pain zadebiutowali i zaczęli rywalizować z Demolition o tytuły. Na Survivor Series, menadżer Demolition Mr. Fuji odwrócił się od Demolition, dołączając do The Powers of Pain, przez co ci pierwsi wygrali. Jednocześnie doprowadziło to do podwójnego turnu, gdzie Demolition zaczęli być face’ami, zaś Powers of Pain heelami. Powers of Pain wybrali Mr. Fujiego jako swojego nowego menadżera, przez co ta trójka zmierzyła się z Demolition w 3-on-2 handicap matchu o tytuły na WrestleManii.

## Produkcja
Aby zwiększyć ilość widowni, przed WrestleManią w Trump Plaza dodano więcej siedzeń dla fanów. WrestleMania IV i V są jedynymi edycjami tej gali, które miały miejsce dwa lata z rzędu na jednej arenie. Run-D.M.C. wykonało piosenkę WrestleMania Rap dla widzów. Na gali zjawiły się takie osobistości jak Morton Downey Jr. i Donald Trump.

## Gala
WWF Women’s Champion Rockin’ Robin otworzyła galę wykonując „America the Beautiful”. W pierwszej walce na WrestleManii V zmierzyli się Hercules i King Haku. Haku zaatakował go zza pleców na samym początku, lecz Hercules użył swoich silnych ruchów by zdobyć przewagę, po czym wykonał clothesline’a wysyłającego rywala na podłogę. Następnie wykonał suplex już w ringu oraz serie elbow dropów. Po dominacji nad Haku, Hercules skupił się na menadżerze Haku, Bobbym Heenanie. Haku uderzył rywala od tyłu i zaatakował go dwoma backbreakerami, niemalże go przypinając. Hercules ominął diving splash od Haku i uderzył go knee liftem. Wykonał serie clothesline’ów i wykonał powerslam, zdobywając near-fall. Spróbował wykonać ruch z górnej liny, lecz Haku skontrował to savate kickiem. Hercules ominął clothesline i uderzył Haku back suplexem, po czym od razu go przypiął, zdobywając zwycięstwo.
Drugą walką był tag team match pomiędzy The Twin Towers (Akeemem i Big Boss Manem) oraz The Rockers (Shawnem Michaelsem i Martym Jannettym). Bossman uderzył w twarz Michaelsa w rogu ringu i skupił się na Jannettym, lecz gdy Bossman się odwrócił, otrzymał missile dropkick od Michaelsa. Shawn następnie uderzył Akeema i Boss Mana flying forearm smashem, po czym Bossman zmienił się z Akeemem. The Rockers atakowali ramię Akeema, lecz temu udało się uciec i zmienić się z Bossmanem. Jannetty wszedł do ringu i wykonał leapfrog. Twin Towers również się zmienili i zdominowali Jannetty’ego. Ten zaś ominął big splash od Akeema i zmienił się z Michaelsem. Rockers zaatakowali Akeema Double Flying Fistsami i Michaels niemalże przypiął rywala. Akeem wykonał Michaelsowi lariat. Boss Man dołączył do walki i próbował wykonać corner body splash na Michaelsie, lecz ten się odsunął. Face’owa drużyna wykonała Akeemowi double dropkick, zaś Boss Manowi double missile dropkick. Akeem wszedł i przygniótł Jannetty’ego. Michaels zeskoczył z górnej liny na Akeema, lecz Boss Man wykonał powerbomb na nim. Akeem zdobył przewagę i wykończył Michaelsa Air Africą, po czym przypiął i zdobył zwycięstwo dla swojej drużyny.
W trzeciej walce, który był non-title matchem, zmierzyli się Brutus Beefcake oraz Million Dollar Champion Ted DiBiase. Był to pierwszy raz, kiedy pas Million Dollar Championship pojawił się w telewizji na pay-per-view. Przed walką, DiBiase uścisnął dłoń z Donaldem Trumpem, który siedział przy pierwszych rzędach. Beefcake znokautiwał DiBiasego na podłogę, lecz ten szybko do niego wrócił. Następnie próbował zaatakować DiBiasego, lecz Virgil złapał nogę Beefcake’a. DiBiase to wykorzystał i wykonał mu clothesline, a potem zaaplikował chokehold na Beefcake’u, po czym wykonał Million Dollar Drop, zdobywając near-fall. Chwilę potem wykonał middle rope diving back elbow drop, również zdobywając near-fall. DiBiase wykonał mu Irish whip i nieudanie wykonał przypięcie inside cradle pinfall. Zmieniając przebieg walki, spróbował wykonać vertical suples, lecz Beefcake skontrował hanging suplexem. DiBiase zaaplikował Million Dollar Dream, lecz jego rywal zdołał dojść do lin, po czym rzucił DiBiasego w róg ringu i zaczął go dusić Barber’s Chairem. Virgil wspiął się na krawędź ringu, rozpraszając Beefcake’a. Beefcake zaprzestał wykonywania ruchu i zaczął skupiać się na Virgilu. DiBiase to wykorzystał i wypchnął go od tyłu na podłogę. Sędzia był zajęty DiBiasem, więc Virgil zaczął obijać Beefcake’a, lecz ten „nie sprzedawał” ruchów i zaczął gonić Virgila. DiBiase zaszedł go od tyłu i go zaatakował. Dwójka walczyła ze sobą poza ringiem i zostali przez sędziego odliczeni, przez co walka zakończyła się podwójnym wyliczeniem. Po walce kontynuowali brawl.
Czwartym pojedynkiem był tag team match pomiędzy The Bushwhackers (Lukiem Williamsem i Butchem Millerem) oraz The Fabulous Rougeaus (Jacques’em i Raymondem Rougeau). Bushwhackers złapali za kurtkę menadżera Rougeaus, Jimmy’ego Harta, lecz Rougeaus ich odepchnęli. Luke i Raymond zaczęli walkę. Luke nie trafił swoim fist dropem w Raymonda, lecz Luke i Butch po chwili wykonali mu battering ram. Luke spróbował przypiąć, ale Jacques wszedł i przypadkowo uderzył knee dropem Raymonda, przy czym spróbował po raz drugi zaatakować omijającego ruch Luke’a. Rougeaus chwilę wspólnie atakowali Luke’a, zaś sędzia był zajęty uspokajaniem Butcha. Kopnęli Luke’a poniżej pasa i zaczęli celebrować. Bushwhackers wykonali Raymondowi battering ram i rib breaker, następnie Luke przypiął Raymonda i wygrał walkę.
W piątej walce spotkali się Mr. Perfect i The Blue Blazer. Perfect atakował Blazera, dopóki ten ominął hip toss rywala. Blazer wykonał kilka ciosów Perfectowi, po czym spróbował wykonać split-legged moonsault, lecz Perfect zaatakował Blazera kolanami. Zaaplikował on chinlock na Blazerze, lecz Blue Blazer zdołał uciec i wymierzył boot to the head, następnie powerslam i belly to belly suplex, zdobywając near-fall. Postanowił przypiąć rywala crucifixem zyskując kolejny near-fall, po czym zaczął kłócić się z sędzią odnośnie do trzeciego klepnięcia. Pomogło to Perfectowi zyskać siły w międzyczasie i wykonał Blazerowi forearm club, a następnie swój finisher Perfectplex, dzięki czemu przypiął rywala i wygrał pojedynek.
Kolejną walką był handicap match o WWF Tag Team Championship, w której Demolition zmierzyło się z The Powers of Pain (The Warlordem i The barbarianem) i Mr. Fujim. Na początku, Ax i Smash zaatakowali Warlorda, dopóki Warlord nie odepchnął Smasha w ich róg ringu i zmienił się z Barbarianem. Smash chwilę zawalczył, lecz szybko zmienił się z Axem, który zaaplikował hammerlock na Barbarianie. Fuji wszedł do ringu i wykonał kilka chopów na Axie, po czym zdecydował na diving headbutt w krocze. Zmienił się z Warlordem, który przez chwilę dominował Axa, lecz zdecydował się na ponowną zmianę ze swoim menadżerem. Fuji wszedł i nie trafił Fuji Dropem. Warlord zniwelował zmianę Axa ze Smashem, lecz otrzymał forearm od niego, wskutek czego Ax ostatecznie zmienił się ze Smashem. Ax powalczył z Barbarianem, podczas gdy Smash walczył z Warlordem. Mr. Fuji chciał rzucić solą w oczy Smasha, lecz trafił w oczy Warlorda. Demolition złapało Fujiego i wykonału mu Demolition Decapitation, po czym Ax przypiął Fujiego i wygrał walkę, dodatkowo broniąc tytułów.
W siódmej walce zmierzyli się Dino Bravo i Ron Garvin. Brafo wykonał serię forearm smashe’ów w plecy Garvina i zaaplikował bearhug. Bravo rzucił rywala w róg ringu i wykonał kilka shoulder blocków. Garvin zaczął gnieść głowę Brava o turnbuckle kilka razy, po czym nieudanie próbował go przypiąć. Dodał do tego sleeper hold, lecz Bravo zdołał dojść do lin. Garvin próbował wykonać piledriver, lecz Bravo skontrował to back body dropem, jednakże Garvin zaś wykonał próbę przypięcia sunset flip pinem, również przy near-fallu. Garvin wziął go do rogu i dziesięć razy uderzył punchami. Bravo skontrował późniejszy atak inverted atomic dropem i sidewalk slamem, a na koniec udanie przypiął i wygrał walkę. Po niej, menadżer Bravo Frenchy Martin zaatakował Garvina, lecz otrzymał od niego Garvin Stomp.
Osmą walką był tag team match pomiędzy Brain Busters (Arnem Andersonem i Tullym Blanchardem) oraz Strike Force (Tito Santaną i Rickiem Martelem). Martel i Blanchard zaczęli, przy czym Anderson uderzył Martela kolanem w plecy. Brain Busters próbowali wspólnie go zaatakować w ich rogu. Strike Force wykonało Brain Busters dropkicki, wysyłając ich na podłogę. Powróciwszy do ringu, Anderson został trafiony Irish whipem i otrzymał rolling spinebuster, przy czym był near-fall. Anderson chciał wykonać Martelowi body scissors, lecz ten skontrował Boston crabem. Blanchard zainterweniował i uderzył Martela eye rakem. Blanchard zmienił się, podczas gdy Santana wykonał blind tag zmieniając się bez wiedzy Martela. Wykonał Blanchardowi bulldog i zapiął figure four leglock. Martel również zaaplikował ten ruch na Andersonie. Santana prawie przypiął rywala po back slide na Blanchardzie. Po tym, postanowił wskoczyć na górną linę i wykonać flying forearm smash na Blanchardzie, lecz przypadkowo trafił Martela. Brain Busters przejęli walkę i wspólnie atakowali Santanę. Temu zaś udało się uniknąć jednego z ruchów i gdy chciał się zmienić z partnerem, Martel odmówił i wyszedł z areny, przechodząc heelturn. Anderson i Blanchard wykonali wspólnie spike piledriven. Anderson przypiął Santanę, zyskując zwycięstwo.
Po walce odbył się segment Piper’s Pit z Mortonem Downeyem Jr. jako gościem. Przed tym jak Roddy Piper zaczął przeprowadzać wywiad z Mortonem, Brother Love wszedł ubrany jako Piper i go udawał. Prawdziwy Piper wszedł i pogonił Brother Love’a, porywając jego kilt.
W dziewiątej walce zmierzyli się Jake Roberts i André the Giant, z Big John Studdem jako sędzią specjalnym pojedynku. Studd i André byli już wieloletnimi rywalami. André dusił Robertsa, dopóki ten nie odzyskał sił i w końcu zmusił do przerwania duszczenia. Kiedy Roberts miał przewagę w walce, wziął swojego węża Damiena (gdzie André, w storyline, straszliwie bał się węży) i próbował rzucić worek z wężem w niego, lecz Studd mu na to nie pozwolił. André zaczął dominować w walce i wykonał chokehold na Robertsie. Chciał spróbować wymierzyć shoulder block na Robertsie, lecz przypadkowo uderzył siebie headbuttem. Roberts zaatakował André knee liftem i rzucił go o turnbuckle. André trafił kilka razy Robertsa chopami i znokautował go na krawędzi ringu, po czym zaczął skupiać się na dyskusji ze Studdem. Ted DiBiase i Virgil weszli na arenę by ukraść Damiena, lecz Robertsowi udało się złapać worek z wężem. W ringu, André wykonał Studdowi cheap shot od tyłu, zostając tym samym zdyskwalifikowanym. Pomimo wygrania walki, Roberts wrzucił Damiena do ringu aby uratować Studda od atakującego André, który natychmiastowo z niego uciekł.
Dziesiątą walką był tag team match pomiędzy The Hart Foundation (Bretem Hartem i Jimem Neidhartem) oraz Gregiem Valentinem i The Honky Tonk Manem. Neidhart wykonał Valentine’owi slingshow i shoulder block, zyskując near-fall. Honky wszedł do ringu, lecz został przybity do rogu przez Neidharta. Jim zmienił się i dopuścił Harta do walki, który wykonał backbreaker Honky’emu, lecz nie trafił double axe handle middle rope elbow dropem. Honky miałby wygraną w kieszeni, gdyż wykonał Shake, Rattle N’ Roll, lecz postanowił zmienić się z Valentinem zamiast przypinać Harta. Valentine zapiął figure four leglock na Harcie. Hartowi udało się wyjść z tego, lecz otrzymał Gutbuster od Honky’ego. Hart wykonał flying crossbody na Honkym, lecz Valentine zmienił się i zablokował roll-up Harta. Bret wyszedł z ringu i zmienił się z Neidhartem, który wykonał dropkick na obu rywalach, dodatkowo wymierzył shoulder block Valentine’owi, z nieudaną próbą przypięcia, gdyż zainterweniował Honky. Była następna nieudana próba pinu po lariacie. Hart i Honky zostali dopuszczeni do walki dzięki partnerom, gdzie Valentine zaczął dyskutować z Neidhartem. Sędzia pojedynku był zajęty Valentinem, więc Neidhart skorzystał i dał Bretowi megafon trzymany przez wrogiego menadżera, Jimmy’ego Harta. Hart znokautował Honky’ego i przypiął, wygrywając walkę.
W jedenastej walce stawką był WWF Intercontinental Championship, a zmierzyli się broniący mistrzostwa The Ultimate Warrior i Rick Rude. Warrior zaciągnął rywala do rogu kilkukrotnie, po czym zaaplikował bearhug. Rude wykonał missile dropkick na Warriorze i chciał wejść go przypiąć, lecz Warrior „nie sprzedał” ruchów i wykonał drugi bearhug na Rude. Rude zaczął gryźć, lecz Warrior wykonał mu back body drop. Chciał mu wykonać Warrior Splash, lecz Rude uderzył go w kolana. Rude następnie wykonał back to belly piledriver i zdobył jedynie near-fall. Rude trafił jawbreakerem i clotheslinem, ponownie near-fall. Na nic się również nie zdał Russian legsweep, gdyż kolejny raz nie udało mu się przypiąć rywala. Rude postanowił zapiąć surfboard na Warriorze, lecz ten zaciągnął się do lin. Wykorzystując siłę zrzucił Rude’a i dodał running shoulder block. Wykonał mu dodatkowo backbreaker i chciał go podnieść, lecz uderzył go ostatecznie o liny. Warrior wykonał Rude’owi serie Irish whipów w każdy narożnik ringu. Nie trafił zaś Warrior Splashem, przy czym Ryude wykonał Rude Awekening, jednakże Warrior szybko wstał i dokonał clothesline’u na krawędzi ringu. Chciał dodać suplex na środek ringu, lecz przed dokończeniem ruchu, Bobby Heenan, menadżer Rude’a, złapał za nogę Warriora będąc pod nim, przez co Rude upadł na mistrza i gdy ten nie mógł się podnieść, przypiął go wygrywając walkę. Rude stał się nowym WWF Intercontinental Championem. Była to pierwsza przegrana Warriora przez pinfall w WWF. Po walce, wkurzony Warrior dogonił Heenana i wykonał mu gorilla press drop.
W dwunastej walce zmierzyli się Jim Duggan i Bad News Brown. Silny Brown dominował Duggana na początku, lecz nie trafił swoim ruchem w narożnik ringu. Duggan wymierzył mu serię ciosów, lecz Brown po chwili zdołał wymierzyć Irish whip i przyłożyć jego głowę o turnbuckle, lecz Duggan tego ruchu „nie sprzedał”. Duggan trafił kilkoma shoulder blockami, po czym obaj upadli na podłogę, gdzie Duggan przy okazji został popchnięty w barierki. Brown wymierzył Dugganowi Ghetto Blaster, lecz ten go ominął i zrewanżował się three-point stance clotheslinem. Brown upadł na podłogę i wziął krzesełko do ringu. W międzyczasie, Duggan wniósł do ringu swoją deskę, zaś po chwili zaczęli siebie atakować przedmiotami. Sędzia postanowił ich zdyskwalifikować, więc walka zakończyła się podwójną dyskwalifikacją.
W przedostatniej walce zawalczyli Red Rooster i Bobby Heenan. Kiedy walka się zaczęła, Heenan (którego dalej bolały żebra po ataku przez Warriora), od razu zaatakował Roostera, lecz ten wymierzył mu Irish whip, jednakże Heenan skontrował skutecznie tym samym. Nie udało mu się wykonać kolejnego ruchu, gdyż Rooster popchnął go w ringpost i przypiął, wygrywając walkę w 31 sekund After the match, Rooster was attacked by Brooklyn Brawler.
Walką wieczoru był pojedynek o WWF World Heavyweight Championship, a walczyli broniący Randy Savage i jego rywal Hulk Hogan. Hogan wykonał Savage’owi kilka shoulder blocków, przez co ten wylądował na podłodze. Savage wrócił do ringu i zaaplikował headlock na Hoganie, lecz otrzymał dwa ciosy w twarz, po czym Savage wyrzucił go z ringu. Hogan zaczął gonić za Savage’em, podczas gdy niedaleko nich stała Miss Elizabeth, będąca neutralna w tej rywalizacji. Savage powrócił do ringu i zaczął wyśmiewać Hogana. Wtedy, Hulk wykonał kolejny headlock i dodał drop toe hold, po czym wymierzył front facelock na Savage’u, który Savage skontrował w back suplex. Mistrz skoczył z górnej liny ze swoim double axe handlem, prawie przypinając Hogana. Następnie, ten chciał dodać armbar, lecz Hogan zdołał wyrzucić go na podłogę. Hogan wrzucił go z powrotem do ringu i zgniótł go w turnbuckle, dodając running clothesline i serie elbow dropów i jeden big boot. Savage odzyskując siły wykonał Irish whip i clothesline, ponownie prawie przypinając Hogana. Savage zaczęli wymieniać się ruchami – Macho Man zaatakował chinlockiem, jego rywal zaś elbowem, a Randy dodał od siebie atomic drop, lecz nie trafił elbow dropem. Savage później wykorzystał przewagę i uderzył kolanem w narożniku. Savage trafił go kilkoma Irish whipami w każdy z narożników, po czym zaczął pozować w ringu. Hogan uderzył go serią ciosów, dodając corner clothesline i ten upadł na podłogę. Elizabeth zaczęła sprawdzać stan Savage’a, jednakże ten ją odepchnął. Hogan złapał za ramię Savage’a i chciał go rzucić o ringpost, lecz Elizabeth uniemożliwiła to. Savage odzyskał siły i wykonał to, czego Hogan nie zdołał. Sędzia Dave Hebner postanowił wyrzucić Elizabeth na backstage. Kiedy Hogan zaczął wstawać, Savage wymierzył mu diving double axe handle, dodając następnie hotshot. Postanowił nie odpuścić i trafił swoim łokciem w gardło Hogana. Savage po knee dropie spróbował go przypiąć, znów bez pozytywnego rezultatu. Wszedł na górną linę i wymierzył Savage Elbow, lecz przy próbie przypięcia, Hogan natychmiastowo odzyskał siły wstając i wymierzył rywalowi kilka ciosów, big boot i leg drop, po czym przypiął i wygrał walkę, zdobywając po razu drugi WWF World Heavyweight Championship.

## Wydarzenia po gali
Hulk Hogan kontynuował swój feud z Randym Savage’em. WWF sfinansowało film w 1989 nazwany No Holds Barred, którym Hogan występował jako Rip, zaś Tom Lister Jr. jako zły Zeus. W walce, Rip pokonał Zeusa. Film doprowadził do feudu pomiędzy Hoganem i Zeusem w WWF, gdyż Zeus chciał rewanżu od Hogana za film w rzeczywistości. W WWF miał on ringname jako Zeus i uformował drużynę z Savage’em. Przyjaciel Hogana, Brutus Beefcake, połączył z nim siły w walce. Doprowadziło to do walki wieczoru na SummerSlam, gdzie Hogan i Beefcake pokonali Zeusa i Savage’a. Rywalizacja była kontynuowana do No Holds Barred, gdzie Hogan i Beefcake pokonali Zeusa i Savage’a w steel cage matchu, kończąc tym samym rywalizację z Zeusem. Po No Holds Barred, Randy Savage i Hulk Hogan spotkali się po raz ostatni w rewanżu z WrestleManii V o WWF Championship na edycji z 23 lutego 1990 z The Main Event. Przypięcie było odliczone przez mistrza w boksie, Bustera Douglasa, który uderzył Savage’a po walce.
Savage w międzyczasie, znalazł nowego menadżera. Kiedy WrestleMania zeszła z anteny, Gene Okerlund spróbował przeprowadzić wywiad z Miss Elizabeth. Sensational Sherri zainterweniowała w wywiadzie wraz z Savage’em, przez co Hogan pojawił się i otrzymał cios krzesełkiem od byłego już mistrza. Od tej pory do WrestleManii VII, Sherri serwowała jako menadżerka Savage’a i po tym, jak Savage pokonał Jima Duggana stając się Królem World Wrestling Federation we wrześniu 1989, stała się ona Queen Sherri.
Rick Martel przeszedł heel turn na gali i przybrał gimmick Modela, dodając przydomek „The Model”, jednocześnie niszcząc tag team Strike Force i zaczynając feud z byłym partnerem Tito Santaną. Martel i Kanadyjczycy The Fabulous Rougeaus Jacques i Raymond pokonali Santanę i The Rockers (Marty’ego Jannetty’ego i Shawna Michaelsa) na SummerSlam.
Rick Rude bronił swojego Intercontinental Championship, głównie przeciwko The Ultimate Warriorowi, lecz również przeciwko innym face’om takim jak Hacksaw Jim Duggan i Jimmy Snuka. Później w lecie 1989, Rude zaczął wyśmiewać Roddy’ego Pipera, który później znaczył wiele w ostatecznej utracie tytułu przeciwko The Ultimate Warriorowi.
Po sukcesywnej obronie Tag Team Championship, Demolition zaczęło nowe rywalizacje z The Twin Towers (Akeemem i Big Boss Manem) i Brain Busters (Arnem Andersonem i Tullym Blanchardem). Demolition ostatecznie utraciło tytuły na rzecz Andersona i Blancharda na Saturday Night’s Main Event (nagrywanym 18 lipca 1989) po interwencji André the Giant; ich panowanie trwało 478 dni, najwięcej w historii tego tytułu mistrzowskiego. W międzyczasie, Powers of Pain utraciło push i zaczęło walczyć w mniej ważnych walkach, feudując z między innymi The Bushwhackers i The Rockers, lecz ostatecznie ich drużynę rozwiązano na początku 1990.

## Recenzje
WrestleMania V została zdeklarowana jako „Najgorsze Główne Wrestlingowe Show” z 1989 przez Wrestling Observer Newsletter.

## Wyniki walk
| Nr                                 | Wyniki | Stypulacje                                             | Czas  |
| ---------------------------------- | --- | ------------------------------------------------------ | ----- |
| 1                                  | Hercules pokonał Kinga Haku (w/ Bobby Heenan)                                                                                         | Singles match                                          | 06:57 |
| 2                                  | The Twin Towers (Akeem i Big Boss Man) (w/ Slick) pokonali The Rockers (Shawna Michaelsa i Marty’ego Jannetty’ego)                    | Tag team match                                         | 08:02 |
| 3                                  | Brutus Beefcake vs. Ted DiBiase (w/ Virgil) zakończyło się podwójnym wyliczeniem poza-ringowym                                        | Singles match                                          | 10:01 |
| 4                                  | The Bushwhackers (Bushwhacker Luke i Bushwhacker Butch) pokonali The Fabulous Rougeaus (Jacques’a i Raymonda Rougeau) (w/ Jimmy Hart) | Tag team match                                         | 09:10 |
| 5                                  | Mr. Perfect pokonał The Blue Blazera                                                                                                  | Singles match                                          | 05:38 |
| 6                                  | Demolition (Ax i Smash) (c) pokonali The Powers of Pain (The Warlorda i The Barbariana) oraz Mr. Fujiego                              | Handicap tag team match o WWF Tag Team Championship    | 08:20 |
| 7                                  | Dino Bravo (w/ Frenchy Martin) pokonał Rona Garvina                                                                                   | Singles match                                          | 03:06 |
| 8                                  | The Brain Busters (Arn Anderson i Tully Blanchard) (w/ Bobby Heenan) pokonali Strike Force (Ricka Martela i Tito Santanę)             | Tag team match                                         | 09:17 |
| 9                                  | Jake Roberts pokonał André the Gianta (w/ Bobby Heenan) przez dyskwalifikację                                                         | Singles match z Big John Studdem jako sędzia specjalny | 09:44 |
| 10                                 | The Hart Foundation (Bret Hart i Jim Neidhart) pokonali The Honky Tonk Mana i Grega Valentine’a (w/ Jimmy Hart)                       | Tag team match                                         | 07:40 |
| 11                                 | Rick Rude (w/ Bobby Heenan) pokonał The Ultimate Warriora (c)                                                                         | Singles match o WWF Intercontinental Championship      | 09:36 |
| 12                                 | Jim Duggan vs. Bad News Brown zakończyło się podwójną dyskwalifikacją                                                                 | Singles match                                          | 03:49 |
| 13                                 | The Red Rooster pokonał Bobby’ego Heenana (w/ The Brooklyn Brawler)                                                                   | Singles match                                          | 00:32 |
| 14                                 | Hulk Hogan pokonał Randy’ego Savage’a (c)                                                                                             | Singles match o WWF World Heavyweight Championship     | 17:54 |
| (c) – mistrz/mistrzyni przed walką | |                                                        |       |